# Multinational Division Central-South
Die Multinational Division Central-South war eine Militäreinheit im Irak unter Führung der Polnischen Streitkräfte. Die Mission der Einheit war vor allem die Irakische Armee aus zu bilden. Sie konnte jedoch auch die Irakische Armee militärisch unterstützen. Die Einheit unterhielt auch CIMIC-Projekte und unterstützen die Irakische Bevölkerung, damit diese ihre Lebenssituation verbessern kann. Neben Polen stellten folgende Nationen Truppen bei dieser Einheit:  Armenien, Dänemark, Kasachstan, Lettland, Litauen, Mongolei, Rumänien, El Salvador, Slowakei, Ukraine und die USA. Die Truppenstärke belief sich etwa auf 2500 Soldaten.